# Weingaertneriella longiseta
Weingaertneriella longiseta är en tvåvingeart som först beskrevs av Wulp 1881.  Weingaertneriella longiseta ingår i släktet Weingaertneriella och familjen parasitflugor. Inga underarter finns listade i Catalogue of Life.